# ジェームス・ハチンソン
ジェームス・"ハッチ"・ハチンソン（1953年1月24日 - ）は、ボニー・レイットとの仕事で最も有名なアメリカ人セッション・ベーシスト。仕事のためならどこにでも赴くが、主にカリフォルニア州ロサンゼルスのスタジオ・シティとハワイ州ハイク・パウエラで生活している。

## 生い立ち
ジェームス・ハチンソンはマサチューセッツ州リンで出生し、マサチューセッツ州のケンブリッジとサマービルで成長した。  

## キャリア
ハチンソンはウィリー・ネルソン、ジョー・コッカー、ライアン・アダムス、ブライアン・アダムス、ジャクソン・ブラウン、チャールズ・ブラウン、アル・グリーン、B.B.キング、アール・キング、ネヴィル・ブラザーズ、ザ・ドゥービー・ブラザーズ、リンゴ・スター、ジギー・マーリーなどと100以上のレコーディングを行ってる。1960年代後半にバークリー音楽大学のいくつかのクラスに参加した。常に音楽に親しみを持ち、子供の頃からさまざまな楽器を練習していた。ウィルソン・ピケットのバンドを見た後、12歳でベースに焦点を合わせた。 彼の才能と意欲により高校生活を通してまざまなニューイングランドのバンドでプレイする機会を得た。
母親の祝福を受け、高校を卒業してからサンフランシスコに引っ越し、最終的にクイックシルヴァー・メッセンジャー・サーヴィスのジョン・シポリーナとグレイトフル・デッドの ミッキー・ハートに出会った。ミッキーの牧場で多くのセッションに参加し、シポリーナのバンド、カッパーヘッドに参加した。1973年にコロムビア・レコードでアルバムを録音した後、リンク・レイのバンドでカッパーヘッドのドラマー、デヴィッド・ウェバーと共演し、レイとシポリーナの両方で演奏した。
グアテマラに住んでいる間、ハッチンソンは多数の中央アメリカのスタジオで働いていた。彼とヴァイオリニストのシド・ペイジはザ・ポイントと呼ばれるラテンジャズのフュージョン・グループを結成し、バンドをテキサス州オースティンに連れてきた後で、1977年のオースティン・ミュージック・アワードで「今年のジャズ・グループ」を勝ち取った。それとは別に1975年のオースティンで共通の友人からミーターズに紹介され、後にチャールズとアート・ネヴィルから彼らの新しいバンドでプレイすることについて電話を受けた。その後、ニューオーリンズに移り、ネヴィル・ブラザーズ・バンドに参加した。ローリング・ストーンズの「1981 タトゥー・ユー・ツアー」でネヴィル・ブラザーズとプレイしながらキーボード奏者のイアン・マクレガンとの親交を深め、1982年にボニー・レイットを紹介された。1983年にロサンゼルスに移り、前のベーシストがツアー直前に脱退した後、レイットのバンドに加わった。それ以来、彼は彼女と一緒に演奏と録音を続けており、アルバム『ナイン・ライヴズ』以来、彼女のすべての録音に貢献している。
1992年、パリでブライアン・アダムスとスタジオで働いていたとき、ハチンソンはプロデューサーのドン・ウォズとミック・ジャガーに招待されてアイルランドの キルデア県にあるロン・ウッドの農場とスタジオに向かい、『ヴードゥー・ラウンジ』のデモを演奏したことによって、「ローリング・ストーンズ・ニュー・ベース・ヒット」という「ニューヨーク・ポスト」紙の記事がもたらされた。
2006年、ジェリー・リー・ルイスのアルバム『ラスト・マン・スタンディング』のレコーディングで、ドラマーのジム・ケルトナーとともにフィーチャーされた。その年の後半、ボニー・レイットと ローリング・ストーンズのオープニング・ショーをMGMグランド・ラスベガス、ロサンゼルスのドジャー・スタジアム、カナダバンクーバーBCのBCドームで演奏した。
2008年、カナダのミュージシャン、ジョン・ルフェーブルのデビュー作であるアルバム『Psalngs』の制作に参加した。2008年にマイク・ジート、ウォルター・トラウト、マリア・マルダーによるブルースのレコーディングに携わり、ハワイのポップバンドHAPAのスラックキーギタリスト、バリー・フラナガンと働き、その年の3月にスティーヴ・キモックとジェリー・ガルシア・バンドのキーボーディスト、メルヴィン・シールをフィーチャーしたツアーを行った。
2008年12月29日と大晦日、ビル・クロイツマンおよびパパ・マリとともにマウイ島のパイアのチャーリーズとハイクのパウウェラ缶詰工場で演奏した。
2009年2月2日月曜日、アイオワ州クリアレイクのサーフ・ボールルームでベーシスト兼共同音楽監督として（チャック・リーヴェルと共に）ローリング・ストーンズのキーボード・プレーヤーのチャック・リーヴェル 、ストーンズのサックスマンであるボビー・キーズ、ドラマーのケニー・アロノフおよびバディ・ホリーやボブ・ウィルのギタリストであるトミー・オールサップをフィーチャーしたオールスターバンドと共にバディ・ホリー、リッチー・ヴァレンスおよびビッグ・ボッパーの最後のコンサートから50年後を称賛するロック殿堂の「50回の冬の後で」コンサートで演奏した。 2009年の夏、グレイトフル・デッドのドラマー、 ビルクロイツ・マン率いるバンドBK3に参加し、彼らとツアーを完了した。2009年の夏の後半とその年の秋にかけて、ボニー・レイットとタジ・マハールと共にツアーを行い、両方のアーティストと一緒にボンタジ・ルーレット・ツアーに参加した。
2009年の大晦日、ウィリー・ネルソンと息子のルーカスとミカとともに、特別ゲストのアラニス・モリセットと一緒に、マウイのパイアにあるチャーリーズで演奏した。
2010年2月5日、マウイの歌手ゲイル・スワンソンのCDリリースパーティーでドゥービー・ブラザーズのギタリスト、パトリック・シモンズ、元ドゥービー・ブラザーズのボーカリスト/キーボード奏者のマイケル・マクドナルド 、ハワイのギタリスト、シンガー/ソングライターのジョン・クルーズとマウイ島ワイレアでステージに立った。その後、ハワイのバンドHapaとの2010年マサチューセッツ州ケンブリッジのClub Passimで始まり、同年4月17日にThe Maui Arts and Cultural Centerで終わる北米ツアーをやりとげた。
2011年4月10日、マウイ在住のウィリー・ネルソン、 ミック・フリートウッド 、マイケル・マクドナルド、ドゥービー・ブラザーズのパット・シモンズとともにハワイのアーティストであるジャック・ジョンソン、ジェイク・シマブクロ、セシリオ&カポノなどと共にホノルルのザ・グレート・ローン・オブ・ザ・ハワイアン・ガーデンズで演奏し、コクア・フォー・ジャパン（「日本に協力」の意）の収益をあげた。コンサートとテレソンは、アメリカ赤十字社と2011年3月の地震、津波、およびその結果発生した日本の原子力災害の生存者のために160万ドルを集めた。
ハチンソンは『Bass Player』2012年7月号の特集アーティストとなり、表紙に登場した。
2013年8月13日、ハワイのマウイ島パイアにあるパイアジャムで、ハチンソンがドラマーのスティーヴ・ガッドとギタリストのジョー・キャロとともに紹介された。 翌月、再びハワイに戻り、9月13日にパイアのチャーリーズでギタリストのエリック・マクファデンとドラマーのポール・マルケッティと共演した。2013年10月下旬、ボニー・レイットの「スリップ・ストリーム・ツアー」の合間にに、リッキー・ファターと共にハワイに戻り、ニューオーリンズが所有するアラン・トゥーサンとの2つのハロウィーン・ウィーク・ショーを成功させた。オアフのショーには、ハワイのミュージシャン、ジョン・クルーズとイムア・ガルザも出演した。2014年7月、ボニー・レイットの夏のツアーを終えた後、ペギー・ヤングとマッスルショールズのライター兼キーボード担当のスプーナー・オールダムをフィーチャーした彼女のバンド、ザ・サヴァイヴァーズと共に西海岸と東海岸の多くの日程に出演し、「2014 ニューポート・フォーク・フェスティバル」に出演した。2014年10月25日と26日、ペギー・ヤング&ザ・サヴァイヴァーズとともにショアライン・アンフィシアターのブリッジ・スクール支援コンサートに再び出演した。
2014年、ニール・ダイアモンドのアルバム『Melody Road』、『Looking Into You：A Tribute to Jackson Browne』（ デヴィッド・リンドレーとボニー・レイトと共に）、ジェリー・リー・ルイスの『Rock And Roll Time』、ザ・グラウチ&イーライの『The Tortoise And The Crow』でフィーチャーされた。
2015年、再びボニー・レイットとツアーを行い、2015年8月6日にボストンのフェンウェイ・パークでレイットともにジェームス・テイラーと共演した。 彼らはまた、ハチンソンがコラボレーションした11回目のレイットのレコードである「Dig Down Deep」をレコーディングした。同年、カレン・ラブリーのアルバム『Ten Miles of Bad Road』でベースを演奏した。
2016年、ハチンソンがベースを演奏したレイットの『ディグ・イン・ディープ』がリリースされ、このレコードをサポートするために広範囲にツアーを行った。『エレンの部屋』『ジミー・キンメル・ライブ!』、ジミー・ファロンの『トゥナイト・ショー』、CBSの土曜と日曜のモーニングショー、『グッド・モーニング・アメリカ』およびBBCの『レイター・ウィズ・ジュールズ・ホランド』にレイットとともに出演した。また、2016年にドゥービー・ブラザーズのパトリック・シモンズによってプロデュースされ、リトル・フィートの創設メンバーでありキーボード奏者のビル・ペイン 、ギタリストのエルヴィン・ビショップ 、ドゥービー・ブラザーズのギタリストのジョン・マクフィー 、ハワイのアーティスト、ケアリー・レイチェルおよびウィリー・Kをフィーチャーした、パット・シモンズ・ジュニアのアルバム『This Mountain』に参加した。
2017年にレイットとともに7月と8月にフェンウェイパーク、ナショナルズパーク、AT&Tパーク、リグレーフィールドでのショー、ナッシュビルのブリヂストン・アリーナなど12日前後のアリーナとスタジアムツアーを含むオーストラリア、ニュージーランド、カナダ、北米全土をツアーを行った。また、カーティス・サルガド、デブ・ライダー、ジョニー・レイ・ジョーンズなどによる新しいリリースを含む多くのレコーディングに参加した。また、11月5日に『Bass Player』誌が制作し、カリフォルニア州ハリウッドのStudio Instrument Rentalsで毎年開催される 週末開催イベント「Bass Player Live」でクリニックを開催した。また、2017年の大晦日にハワイのワイレアにあるシェップ・ゴードンとアリス・クーパーのマウイ・フード・バンク支援で、スティーヴ・クロッパー、デイヴ・メイスン、マイケル・マクドナルド、パット・シモンズ、レイ・ベンソン、グレン・ソーベルなどと共演した。

## 影響
ハチンソンはポール・チェンバース、チャールズ・ミンガス、リチャード・デイヴィス（ベーシスト）、チャック・レイニー、カール・レイドル、ファン・フォルメル、カチャオ、リック・ダンコ、アストン・バレット、ジョージ・ポーターJr.、ジャック・キャサディ、ジョン・エントウィッスル、キャロル・ケイとジェームス・ジェマーソンから影響を受けている。

## ディスコグラフィ

### 参加アルバム
ボニー・レイット
- 『ナイン・ライヴズ』 - Nine Lives (1986年、Warner Bros.)
- 『ニック・オブ・タイム』 - Nick of Time (1989年、Capitol)
- 『ラック・オブ・ザ・ドロウ』 - Luck of the Draw (1991年、Capitol)
- 『ロンギング・イン・ゼア・ハーツ』 - Longing in Their Hearts (1994年、Capitol)
- 『ロード・テステッド』 - Road Tested (1995年、Capitol) ※ライブ
- 『ファンダメンタル』 - Fundamental (1998年、Capitol)
- 『シルバー・ライニング』 - Silver Lining (2002年、Capitol)
- 『ソウルズ・アライク』 - Souls Alike (2005年、Capitol)
- Decades Rock Live: Bonnie Raitt and Friends (2006年、Capitol) ※ライブ
- 『スリップストリーム』 - Slipstream (2012年、Redwing)
- 『ディグ・イン・ディープ』 - Dig In Deep (2016年、Redwing)

ジャクソン・ブラウン
- 『アイム・アライブ』 - I'm Alive (1993年)

ニック・シュネベレン
- 『クレイジー・オール・バイ・マイセルフ』 - Crazy All By Myself (2019年)

カーティス・サルガド
- The Beautiful Lowdown (2016年)

ニール・ダイアモンド
- Melody Road (2014年)

クロスビー・スティルス＆ナッシュ
- 『アフター・ザ・ストーム』 - After The Storm (1994年)

クロスビー・スティルス、ナッシュ＆ヤング
- 『ルッキング・フォワード』 - Looking Forward (1999年)

デヴィッド・クロスビー
- 『カミング・バック』 - It's All Coming Back to Me Now... (1995年)
- CPR (1998年) ※CPR名義

エタ・ジェイムス
- 『セヴン・イヤー・イッチ』 - Seven Year Itch (1989年)

ウィリー・ネルソン
- 『アクロス・ザ・ボーダーライン』 - Across The Borderline (1993年)
- Outlaws And Angels (2004年)
- One Hell Of A Ride (2008年) ※コンピレーション

ジョー・コッカー
- 『オーガニック』 - Organic (1996年)
- 『アクロス・フロム・ミッドナイト』 - Across From Midnight (1997年)
- Gold (2006年) ※コンピレーション

ブライアン・ウィルソン
- 『駄目な僕』 - I Just Wasn't Made For These Times (1995年)

ポール・ケリー
- Wanted Man (1994年)
- Songs From The South (1997年)

ボブ・シーガー
- The Fire Inside (1991年)

リンゴ・スター
- 『タイム・テイクス・タイム』 - Time Takes Time (1992年)
- 『フォトグラフ:ザ・ヴェリー・ベスト・オブ・リンゴ・スター』 - Photograph: The Very Best Of Ringo Starr (2007年) ※コンピレーション

ロイ・オービソン
- 『キング・オブ・ハーツ』 - King Of Hearts (1992年)
- 『ソウル・オブ・ロックンロール ロイ・オービソンの生涯』 - The Soul Of Rock And Roll (2010年) ※コンピレーション

テス・ヘンリー
- Wonderland (2015年)

ザ・グラウチ&イーライ
- The Tortoise And The Crow (2014年)

B-52's
- 『グッド・スタッフ』 - Good Stuff (1992年)

ジェリー・リー・ルイス
- 『ラスト・マン・スタンディング』 - Last Man Standing (2006年)
- 『ミーン・オールド・マン』 - Mean Old Man (2009年)
- Rock And Roll Time (2014年)

デルバート・マクリントン
- 『ネヴァー・ビーン・ロックト・イナフ』 - Never Been Rocked Enough (1992年)
- One Of The Fortunate Few (1997年)
- Nothing Personal (2001年)
- 『アイム・ウィズ・ユー』 - I'm With You (2008年)

ポップス・ステイプルズ
- 『ピース・トゥ・ザ・ネイバーフッド』 - Peace To The Neighborhood (1992年)
- Father Father (2006年)

ローウェン&ナヴァーロ
- Pendulum (1995年)
- Scratch At The Door (1998年)
- All The Time In The World (2004年)
- Hogging The Covers (2006年)
- Learning To Fall (2008年)

スティーヴン・バートン
- What It Is (1993年)
- Right On Time (1995年)

マーク・コーン
- 『レイニー・シーズン』 - The Rainy Season (1993年)
- The Very Best Of Marc Cohn (2006年) ※コンピレーション

エルトン・ジョン
- 『デュエット・ソングス』 - Duets (1993年)

ランディ・ニューマン
- 『トイ・ストーリー オリジナル・サウンドトラック』 - Toy Story (1995年) ※映画『トイ・ストーリー』サウンドトラック
- 『ファウスト』 - Faust (1995年)

ポール・ヤング
- 『ザ・クロッシング』 - The Crossing (1993年)

ボズ・スキャッグス
- 『サム・チェンジ』 - Some Change (1994年)
- 『マイ・タイム〜ボズ・スキャッグス・アンソロジー(1969-1997)』 - My Time (1997年) ※コンピレーション
- 『カム・オン・ホーム』 - Come On Home (1997年)
- 『フェイド・イントゥ・ライト〜ラヴ・バラード・アルバム』 - Fade Into Light (1999年) ※コンピレーション

スティーヴィー・ニックス
- Enchanted: The Works Of Stevie Nicks (1998年) ※コンピレーション

ジギー・マーリー&ザ・メロディ・メイカーズ
- Spirit Of Music (1999年)

アイヴァン・ネヴィル
- 『プリミティヴ・マン』 - If My Ancestors Could See Me Now (1988年)
- 『サンクス』 - Thanks (1995年)
- Saturday Morning Music (2002年)
- Scrape (2004年)

テリー・エヴァンス
- 『ブルース・フォー・ソウト』 - Blues For Thought (1994年) ※with ライ・クーダー

ピエタ・ブラウン
- In The Cool (2005年)

リンダ・ロンシュタット
- 『夢見る頃を過ぎても』 - We Ran (1998年)

マリア・マルダー
- 『ミート・ミー・アット・ミッドナイト』 - Meet Me At Midnight (1994年)
- 『ファニング・ザ・フレイムス』 - Fanning The Flames (1996年)
- 『サウスランド・オブ・ザ・ハート』 - Southland Of The Heart (1998年)
- 『ハート・オブ・マイン〜シングス・ラヴ・ソングス・オブ・ボブ・ディラン』 - Heart Of Mine (2006年)
- Yes We Can! (2008年)

ケブ・モ
- 『ケヴ・モ』 - Keb Mo (1994年)
- 『ジャスト・ライク・ユー』 - Just Like You (1996年)

アーロ・ガスリー/ウディ・ガスリー
- This Land Is Your Land (1997年)

フェリックス・キャヴァリエ
- 『ドリームス・イン・モーション』 - Dreams In Motion (1994年)

アンドリュー・ゴールド
- Thank You for Being a Friend: The Best of Andrew Gold (1997年) ※コンピレーション

ジョニー・アリディ
- Rough Town (1994年)

デヴィッド・ウィルコックス
- Big Horizon (1994年)

ザ・プロクレイマーズ
- Persevere (2001年)
- The Best Of The Proclaimers (2002年)

B.B.キング
- 『デューシズ・ワイルド』 - Deuces Wild (1997年)
- Ladies & Gentlemen ... Mr. B.B. King (2012年) ※コンピレーション

エリック・バードン
- My Secret Life (2004年)
- Soul Of A Man (2006年)
- 『ティル・ユア・リヴァー・ランズ・ドライ』 - Till Your River Runs Dry (2013年)

ドゥービー・ブラザーズ
- 『ワールド・ゴーン・クレイジー』 - World Gone Crazy (2010年)

マーティ・スチュアート
- Compadres: An Anthology Of Duets (2007年) ※コンピレーション

アン・マレー
- Anne Murray (1996年)

ブライアン・アダムス
- 『ソー・ファー・ソー・グッド - ブライアン・アダムス・ベスト』 - So Far So Good (1993年) ※コンピレーション。「プリーズ・フォーギヴ・ミー」に参加

ライアン・アダムス
- 『ラヴ・イズ・ヘル』 - Love Is Hell Pt.1 (2003年)
- Love Is Hell Pt.2 (2003年)

ジャン・アーデン
- 『ハッピー』 - Happy (1998年)

アレハンドロ・エスコベド
- With These Hands (1996年)

コリン・ジェームス
- 『サドン・ストップ』 - Sudden Stop (1990年)
- Bad Habits (1995年)
- Limelight (2005年)
- Fifteen (2011年)

タジ・マハール
- 『ファントム・ブルース』 - Phantom Blues (1996年)

ガース・ブルックス
- In The Life Of Chris Gaines (1999年)

マイク・ジト
- Today (2008年)

カラ・グレインジャー
- 『シヴァー&サイ』 - Shiver & Sigh (2013年)
- L.A. Blues (2011年)

ウォルター・トラウト
- The Outsider (2008年)
- Common Ground (2010年)

ライル・ラヴェット
- Smile (2003年)

ジョエル・ラファエル
- Baladista (2014年)

ジョン・シポリーナ
- Copperhead (1973年) ※Copperhead名義

リッチー・サンボラ
- 『アンディスカヴァード・ソウル』 - Undiscovered Soul (1998年)

ティム・ティマーマンス
- Life As We Know It (1995年)
- Seven Bridges (1997年)

トラヴィス・トリット
- The Lovin' Side (2002年)

ハンク・ウィリアムス・ジュニア
- Almeria Club (2002年)

Various Artists
- 『リズム・カントリー&ブルース』 - Rhythm Country & Blues (1994年) ※with アル・グリーン、ライル・ラヴェット、リトル・リチャード、タニア・タッカー、パティ・ラベル、ポインター・シスターズ、アラン・トゥーサン、チェット・アトキンス、クリント・ブラック、トラヴィス・トリット
- Martin Scorcese Presents The Blues (2003年) ※with ケブ・モ
- Good Rockin' Tonight: The Legacy Of Sun Records (Who Will The Next Fool Be) (2003年) ※「Who Will The Next Fool Be?」に参加。with シェリル・クロウ
- Looking Into You (A Tribute to Jackson Browne) (2014年) ※「Everywhere I Go」に参加。with ボニー・レイット、デヴィッド・リンドレー